# La Chapelle-Blanche (Sabaudia)
Chapelle-Blanche – miejscowość i gmina we Francji, w regionie Owernia-Rodan-Alpy, w departamencie Sabaudia. W 2017 roku populacja gminy wynosiła 576 mieszkańców. Przez miejscowość przepływa rzeka Bréda. 